# 22e étape du Tour de France 1985
Pour un article plus général, voir Tour de France 1985.
La 22e étape du Tour de France 1985 a eu lieu le 21 juillet 1985 entre Orléans (Loiret) et Paris, en France, sur une distance de 196 km. Elle a été remportée par le Belge Rudy Matthijs. Le Français Bernard Hinault conserve le maillot jaune et remporte son cinquième et dernier Tour de France,.

## Classement de l'étape
| \| Classement de l'étape \| Classement de l'étape \| Classement de l'étape \| Classement de l'étape \| Classement de l'étape \| \| Coureur \| Coureur \| Pays \| Équipe \| Temps \| \| --------------------- \| --------------------- \| --------------------- \| ------------------------- \| --------------------- \| \| 1er \| Rudy Matthijs \| Belgique \| Hitachi-Splendor \| 5 h 13 min 56 s \| \| 2e \| Sean Kelly \| Irlande \| Skil-Sem-Kas-Miko \| + 0 s \| \| 3e \| Francis Castaing \| France \| Peugeot-Shell-Michelin \| + 0 s \| \| 4e \| Guido Bontempi \| Italie \| Carrera-Inoxpran \| + 0 s \| \| 5e \| Steve Bauer \| Canada \| La Vie claire-Radar \| + 0 s \| \| 6e \| Eric Vanderaerden \| Belgique \| Panasonic-Raleigh \| + 0 s \| \| 7e \| Jozef Lieckens \| Belgique \| Lotto-Merckx \| + 0 s \| \| 8e \| Eric McKenzie \| Nouvelle-Zélande \| Lotto-Merckx \| + 0 s \| \| 9e \| Benny Van Brabant \| Belgique \| Tönissteiner-TW Rock-BASF \| + 0 s \| \| 10e \| Adrie van der Poel \| Pays-Bas \| Kwantum Hallen-Decosol \| + 0 s \| |                    |                  |                           |                 |
| |                    |                  |                           |                 |
| Source : ProCyclingStats |                    |                  |                           |                 |
| Classement de l'étape |                    |                  |                           |                 |
| Coureur | Coureur            | Pays             | Équipe                    | Temps           |
| 1er | Rudy Matthijs      | Belgique         | Hitachi-Splendor          | 5 h 13 min 56 s |
| 2e | Sean Kelly         | Irlande          | Skil-Sem-Kas-Miko         | + 0 s           |
| 3e | Francis Castaing   | France           | Peugeot-Shell-Michelin    | + 0 s           |
| 4e | Guido Bontempi     | Italie           | Carrera-Inoxpran          | + 0 s           |
| 5e | Steve Bauer        | Canada           | La Vie claire-Radar       | + 0 s           |
| 6e | Eric Vanderaerden  | Belgique         | Panasonic-Raleigh         | + 0 s           |
| 7e | Jozef Lieckens     | Belgique         | Lotto-Merckx              | + 0 s           |
| 8e | Eric McKenzie      | Nouvelle-Zélande | Lotto-Merckx              | + 0 s           |
| 9e | Benny Van Brabant  | Belgique         | Tönissteiner-TW Rock-BASF | + 0 s           |
| 10e | Adrie van der Poel | Pays-Bas         | Kwantum Hallen-Decosol    | + 0 s           |

## Classements à l'issue de l'étape

### Classement général
| \| Classement général \| Classement général \| Classement général \| Classement général \| Classement général \| \| Coureur \| Coureur \| Pays \| Équipe \| Temps \| \| ------------------ \| ------------------ \| ------------------ \| ---------------------------- \| ------------------ \| \| 1er \| Bernard Hinault \| France \| La Vie claire-Radar \| 113 h 24 min 23 s \| \| 2e \| Greg LeMond \| États-Unis \| La Vie claire-Radar \| + 1 min 42 s \| \| 3e \| Stephen Roche \| Irlande \| La Redoute-Cycles MBK \| + 4 min 29 s \| \| 4e \| Sean Kelly \| Irlande \| Skil-Sem-Kas-Miko \| + 6 min 26 s \| \| 5e \| Phil Anderson \| Australie \| Panasonic-Raleigh \| + 7 min 44 s \| \| 6e \| Pedro Delgado \| Espagne \| Seat-Orbea \| + 11 min 53 s \| \| 7e \| Luis Herrera \| Colombie \| Varta-Café de Colombia-Mavic \| + 12 min 53 s \| \| 8e \| Fabio Parra \| Colombie \| Varta-Café de Colombia-Mavic \| + 13 min 35 s \| \| 9e \| Eduardo Chozas \| Espagne \| Reynolds \| + 13 min 56 s \| \| 10e \| Steve Bauer \| Canada \| La Vie claire-Radar \| + 14 min 57 s \| |                 |            |                              |                   |
| |                 |            |                              |                   |
| Source : ProCyclingStats |                 |            |                              |                   |
| Classement général |                 |            |                              |                   |
| Coureur | Coureur         | Pays       | Équipe                       | Temps             |
| 1er | Bernard Hinault | France     | La Vie claire-Radar          | 113 h 24 min 23 s |
| 2e | Greg LeMond     | États-Unis | La Vie claire-Radar          | + 1 min 42 s      |
| 3e | Stephen Roche   | Irlande    | La Redoute-Cycles MBK        | + 4 min 29 s      |
| 4e | Sean Kelly      | Irlande    | Skil-Sem-Kas-Miko            | + 6 min 26 s      |
| 5e | Phil Anderson   | Australie  | Panasonic-Raleigh            | + 7 min 44 s      |
| 6e | Pedro Delgado   | Espagne    | Seat-Orbea                   | + 11 min 53 s     |
| 7e | Luis Herrera    | Colombie   | Varta-Café de Colombia-Mavic | + 12 min 53 s     |
| 8e | Fabio Parra     | Colombie   | Varta-Café de Colombia-Mavic | + 13 min 35 s     |
| 9e | Eduardo Chozas  | Espagne    | Reynolds                     | + 13 min 56 s     |
| 10e | Steve Bauer     | Canada     | La Vie claire-Radar          | + 14 min 57 s     |

### Classement par points
| Classement par points | Classement par points | Classement par points | Classement par points | Classement par points |
| Coureur               | Coureur               | Pays                  | Équipe                | Points                |
| --------------------- | --------------------- | --------------------- | --------------------- | --------------------- |
| 1er                   | Sean Kelly            | Irlande               | Skil-Sem-Kas-Miko     | 434 pts               |
| 2e                    | Greg LeMond           | États-Unis            | La Vie claire-Radar   | 332 pts               |
| 3e                    | Stephen Roche         | Irlande               | La Redoute-Cycles MBK | 279 pts               |
| 4e                    | Bernard Hinault       | France                | La Vie claire-Radar   | 266 pts               |
| 5e                    | Eric Vanderaerden     | Belgique              | Panasonic-Raleigh     | 258 pts               |

### Classement du meilleur grimpeur
| Classement de la montagne | Classement de la montagne | Classement de la montagne | Classement de la montagne    | Classement de la montagne |
| Coureur                   | Coureur                   | Pays                      | Équipe                       | Points                    |
| ------------------------- | ------------------------- | ------------------------- | ---------------------------- | ------------------------- |
| 1er                       | Luis Herrera              | Colombie                  | Varta-Café de Colombia-Mavic | 440 pts                   |
| 2e                        | Pedro Delgado             | Espagne                   | Seat-Orbea                   | 274 pts                   |
| 3e                        | Robert Millar             | Royaume-Uni               | Peugeot-Shell-Michelin       | 270 pts                   |
| 4e                        | Greg LeMond               | États-Unis                | La Vie claire-Radar          | 214 pts                   |
| 5e                        | Reynel Montoya            | Colombie                  | Varta-Café de Colombia-Mavic | 190 pts                   |

### Classement du meilleur jeune
| Classement du meilleur jeune | Classement du meilleur jeune | Classement du meilleur jeune | Classement du meilleur jeune | Classement du meilleur jeune |
| Coureur                      | Coureur                      | Pays                         | Équipe                       | Temps                        |
| ---------------------------- | ---------------------------- | ---------------------------- | ---------------------------- | ---------------------------- |
| 1er                          | Fabio Parra                  | Colombie                     | Varta-Café de Colombia-Mavic | 113 h 37 min 58 s            |
| 2e                           | Eduardo Chozas               | Espagne                      | Reynolds                     | + 21 s                       |
| 3e                           | Steve Bauer                  | Canada                       | La Vie claire-Radar          | + 1 min 22 s                 |
| 4e                           | Robert Forest                | France                       | Peugeot-Shell-Michelin       | + 4 min 10 s                 |
| 5e                           | Álvaro Pino                  | Espagne                      | Zor-Gemeaz Cusin             | + 8 min 00 s                 |

### Classement par équipes
| Classement par équipes | Classement par équipes | Classement par équipes | Classement par équipes |
| Équipe                 | Équipe                 | Pays                   | Temps                  |
| ---------------------- | ---------------------- | ---------------------- | ---------------------- |
| 1re                    | La Vie claire-Radar    | France                 | 340 h 21 min 09 s      |
| 2e                     | Panasonic-Raleigh      | Pays-Bas               | + 27 min 10 s          |
| 3e                     | Peugeot-Shell-Michelin | France                 | + 40 min 54 s          |
| 4e                     | Skil-Sem-Kas-Miko      | France                 | + 46 min 51 s          |
| 5e                     | La Redoute-Cycles MBK  | France                 | + 53 min 57 s          |